# Выборы губернатора Самарской области (2018)
Досрочные выборы губернатора Самарской области 2018 состоялись 9 сентября 2018 года в единый день голосования. Губернатор избирался сроком на 5 лет.
По данным Избирательной комиссии Самарской области на 1 июля 2017 года зарегистрировано 2 445 395 избирателей.
Председатель Избирательной комиссии Самарской области Михеев Вадим Николаевич.

## Предшествующие события
Предыдущие выборы губернатора Самарской области прошли 14 сентября 2014 года в единый день голосования. Победу одержал с 91,35 % голосов Меркушкин Николай Иванович, таким образом стал избранным губернатором. Вступил в должность 23 сентября 2014 года. До этого 10 мая 2012 года назначен исполняющим обязанности губернатора по представлению Президента Российской Федерации Путина В. В. после отставки предыдущего Артякова Владимира Владимировича. 12 мая 2012 года утверждён в должности Самарской губернской Думой.
Первый губернатор Самарской области Титов Константин Алексеевич в последний раз был всенародно избран на выборах губернатора Самарской области 2 июля 2000 года. Следующие выборы должны были пройти летом 2005 года, однако в сентябре 2004 года президент России Владимир Путин предложил заменить прямые выборы глав регионов назначением лично президентом России, с обязательным утверждением в должности региональном парламентом. Соответствующий законопроект был разработан и принят в декабре 2004 года, а последние прямые губернаторские выборы состоялись в Ненецком автономном округе в январе 2005 года. Из-за этих изменений в законах после истечения полномочий Титова в июле 2005 года прямых выборов уже не предполагалось.
19 апреля 2005 года, не дожидаясь окончания губернаторского срока, Титов официально обратился к президенту Путину с вопросом о доверии. при этом предварительно кандидатура губернатора Титова уже была одобрена президентом, её поддержали и полпредство в Приволжском округе, и дума Самарской области. 25 апреля президент Путин предложил Самарской губернской думе утвердить Титова в должности на следующие 5 лет, что и было сделано единогласно уже на следующий день. 28 апреля 2005 года официально Титов вступил в должность губернатора Самарской области.
Однако уже через два года, в августе 2007, Константин Титов досрочно сложил губернаторские полномочия (официально — по собственному желанию). Исполняющим обязанности был назначен депутат областной думы, президент группы «АвтоВАЗ» Владимир Артяков. Уже через два дня он был утверждён губернатором Самарской области на 5-летний срок.
В 2012 году было решено возвратить прямые выборы глав регионов России. Соответствующий закон вступал в силу с 1 июня 2012 года. Также устанавливался единый день голосования дважды в год — весной и осенью. Таким образом выборы губернатора ожидались 14 октября 2012 года. Однако 10 мая 2012 года Владимир Артяков подал в отставку с поста губернатора Самарской области по собственному желанию.
25 сентября 2017 года Меркушкин Николай Иванович подал в отставку с поста губернатора Самарской области по собственному желанию. Временно исполняющим обязанности губернатора назначен Азаров Дмитрий Игоревич.

## Кандидаты
В 2018 году Высший Совет ЛДПР согласовал выдвижение кандидатом в Губернаторы Самарской области, депутата Самарской Губернской думы Александра Степанова. Левый фронт по результату интернет-голосования от лево-патриотических сил победу одержал депутат Самарской Губернской думы Михаил Матвеев, однако КПРФ выдвинула первого секретаря областного комитета партии, депутата областной думы Алексея Лескина, Справедливая Россия действующего главу регионального отделения партии Михаила Маряхина, Партия Роста выдвинула депутата города Жигулёвск Андрея Евдокимова, Партия Пенсионеров выдвинула помощника депутата Самарской Губернской думы Галину Баранову, Единая Россия выдвинула врио Губернатора Самарской области Дмитрия Азарова. В выборах заявил принять участие самовыдвиженцем директор "Центра городского самоуправления «Чистый город» Виктор Русин.
| Выдвинутые кандидаты | Выдвинутые кандидаты                                                                     | Выдвинутые кандидаты | Выдвинутые кандидаты | Выдвинутые кандидаты | Выдвинутые кандидаты        | Выдвинутые кандидаты |
| Кандидат             | Должность/должность (на момент выдвижения)                                               | Субъект выдвижения   | Статус | Дата регистрации     | Кандидаты в Совет Федерации |                      |
| -------------------- | ---------------------------------------------------------------------------------------- | -------------------- | --- | -------------------- | --------------------------- | -------------------- |
| Дмитрий Азаров       | Врио губернатора Самарской области                                                       | Единая Россия        | Зарегистрирован | 30 июля 2018         |                             |                      |
| Галина Баранова      | Помощник депутата Самарской губернской думы В. А. Воропаева                              | Партия пенсионеров   | Зарегистрирован | 30 июля 2018         |                             |                      |
| Андрей Евдокимов     | Коммерческий директор ООО «Авто-Транс Холдинг», депутат Думы городского округа Жигулёвск | Партия Роста         | Отказано в регистрации из-за отсутствия необходимых документов | —                    |                             |                      |
| Виталий Кирсанов     | Индивидуальный предприниматель                                                           | Коммунисты России    | Зарегистрирован | 30 июля 2018         |                             |                      |
| Алексей Лескин       | Заместитель председателя Самарской губернской думы                                       | КПРФ                 | Зарегистрирован | 30 июля 2018         |                             |                      |
| Михаил Маряхин       | Заместитель председателя комитета Самарской губернской думы                              | Справедливая Россия  | Зарегистрирован | 30 июля 2018         |                             |                      |
| Виктор Русин         | Директор Центра общественного самоуправления «Чистый город»                              | Чистый город         | Отказано в регистрации из-за непредставления кандидатур в Совет Федерации, несоблюдения требований к выдвижению, отсутствия необходимых документов, недостаточного количества достоверных подписей депутатов | —                    |                             |                      |
| Александр Степанов   | Заместитель председателя Самарской губернской думы                                       | ЛДПР                 | Зарегистрирован | 30 июля 2018         |                             |                      |

## Результаты
| Место                       | Место                       | Кандидат                    | Партия                      | Голосов   | %       |
| --------------------------- | --------------------------- | --------------------------- | --------------------------- | --------- | ------- |
|                             | 1.                          | Дмитрий Азаров              | Единая Россия               | 829 118   | 72,63 % |
|                             | 2.                          | Алексей Лескин              | КПРФ                        | 114 090   | 9,99 %  |
|                             | 3.                          | Александр Степанов          | ЛДПР                        | 65 362    | 5,73 %  |
|                             | 4.                          | Виталий Кирсанов            | Коммунисты России           | 46 030    | 4,03 %  |
|                             | 5.                          | Михаил Маряхин              | Справедливая Россия         | 29 900    | 2,62 %  |
|                             | 6.                          | Галина Баранова             | Партия пенсионеров          | 29 265    | 2,56 %  |
| Действительных бюллетеней   | Действительных бюллетеней   | Действительных бюллетеней   | Действительных бюллетеней   | 1 113 765 | 97,56 % |
| Недействительных бюллетеней | Недействительных бюллетеней | Недействительных бюллетеней | Недействительных бюллетеней | 27 806    | 2,44 %  |
| Всего                       | Всего                       | Всего                       | Всего                       | 1 141 571 | 100 %   |
|                             |                             |                             |                             |           |         |
| Явка                        | Явка                        | Явка                        | Явка                        | 1 141 571 | 47,93 % |
| Общее число избирателей     | Общее число избирателей     | Общее число избирателей     | Общее число избирателей     | 2 381 607 |         |